# Flogging a Dead Horse
A Flogging a Dead Horse a Sex Pistols kislemezeinek válogatásalbuma, amely az együttes feloszlása után jelent meg. A lemezen négy A-oldalas és három B-oldalas dal szerepel a Never Mind the Bollocks, Here’s the Sex Pistols kislemezeiről, valamint hat A-oldalas dal és a My Way a The Great Rock ’n’ Roll Swindle kislemezeiről.
A lemez megjelenésekor a Sex Pistols már a múlté volt, a nevet Malcolm McLaren menedzser és Jamie Reid designer vitte tovább. A lemez címe több ironikus jelentéssel bír: a „Flogging a Dead Horse” kifejezés egyrészt a Pistols végére utal, másrészt arra, hogy a menedzsment a lehető legtöbb pénzt szeretné megszerezni csak az együttes nevéből – a lehető legkevesebb energiával.

## Az album dalai
| #   | Cím                           | Szerző(k)                                             | Hossz |
| --- | ----------------------------- | ----------------------------------------------------- | ----- |
| 1.  | Anarchy in the U.K.           | Johnny Rotten, Steve Jones, Glen Matlock, Paul Cook   | 3:33  |
| 2.  | I Wanna Be Me                 | Rotten, Jones, Matlock, Cook                          | 3:06  |
| 3.  | God Save the Queen            | Rotten, Jones, Matlock, Cook                          | 3:21  |
| 4.  | Did You No Wrong              | Rotten, Jones, Matlock, Cook, Wally Nightingale       | 3:14  |
| 5.  | Pretty Vacant                 | Rotten, Jones, Matlock, Cook                          | 3:18  |
| 6.  | No Fun                        | Iggy Pop, Ron Asheton, Scott Asheton, David Alexander | 6:26  |
| 7.  | Holidays in the Sun           | Rotten, Jones, Sid Vicious, Cook                      | 3:21  |
| 8.  | No One Is Innocent            | Jones, Cook, Ronnie Biggs                             | 3:03  |
| 9.  | My Way                        | Paul Anka, Claude François, Jacques Revaux            | 4:05  |
| 10. | Something Else                | Eddie Cochran, Sharon Sheeley                         | 2:12  |
| 11. | Silly Thing                   | Jones, Cook                                           | 2:53  |
| 12. | C'mon Everybody               | Cochran, Jerry Capehart                               | 1:57  |
| 13. | (I'm Not Your) Steppin' Stone | Tommy Boyce, Bobby Hart                               | 3:09  |
| 14. | Great Rock 'N' Roll Swindle   | Jones, Cook, Julien Temple                            | 4:24  |